# Bontoc (Southern Leyte)
Bontoc ist eine philippinische Stadtgemeinde in der Provinz Southern Leyte. Sie hat 28.905 Einwohner (Zensus 1. August 2015). In der Gemeinde befindet sich ein Campus der Southern Leyte State University.

## Baranggays
Bontoc ist politisch in 40 Baranggays unterteilt.
| - Banahao - Baugo - Beniton - Buenavista - Bunga - Casao - Catmon - Catoogan - Cawayanan - Dao - Divisoria - Esperanza - Guinsangaan - Hibagwan | - Hilaan - Himakilo - Hitawos - Lanao - Lawgawan - Mahayahay - Malbago - Mauylab - Paku - Pamahawan - Pamigsian - Pangi - Poblacion | - Sampongon - San Vicente - Santa Cruz - Taa - Talisay - Taytagan - Tuburan - Union - Olisihan - Anahao - Pong-on - San Ramon - Santo Niño |